# Genoël von Lilienstern
Genoël Rühle von Lilienstern (* 1979 in Monschau) ist ein deutscher Komponist.

## Leben
Lilienstern absolvierte seine Kompositionsstudien in Bremen, Den Haag und Berlin u. a. bei Younghi Pagh-Paan, Clarence Barlow und Hanspeter Kyburz, außerdem nahm er an Meisterkursen bei Georges Aperghis, Douglas Repetto, Brian Eno und Péter Eötvös teil. Er studierte weiterhin an der Ensemble Modern Akademie in Frankfurt und ist Fellow der Graduiertenschule der Universität der Künste Berlin.
Seine Werke wurden unter anderem vom Ensemble intercontemporain, dem SWR Orchester, den Stuttgarter Vocalsolisten und dem Ensemble Modern aufgeführt.
2013 war er guest lecturer am Center for Computer Research in Music and Acoustics (CCRMA) an der Stanford University. Seit 2014 hat er einen Lehrauftrag für Sound Design an der UdK, Berlin.
Lilienstern lebt als freischaffender Komponist in Berlin.

## Werkverzeichnis (Auswahl)
- Angel Exterminador für Bratsche und Elektronik (2002/2004)
- Adrenochrom für Ensemble (2006)
- Wanderland, Musiktheater (mit Cathy van Eck, Beate Baron, Wolfgang Heiniger, 2007)
- Rigolator, installative Roboter-Oper (mir Beate Baron, 2008)
- Trio für Streichtrio und präparierte Lautsprecher (2008)
- Moonspell für Rotodrums und Live-Elektronik (2009)
- The Severed Garden Sextett (2009)
- Konzert für Horn, Roboter und Ensemble (2009)
- Spiel für Orchester (2010)
- Die Flibustiers für Roboter, Video und Ensemble (2010)
- Nyx für Tonband (2010)
- Top für Ensemble, Synthesizer und E-Drums (2012)
- Couture für Orchester und Synthesizer (2014)
- Purple Dinosaur Variations für drei Sänger, Schlagzeug/Vibrafon, Harfe, Flöte, Bassklarinette (2015)
- Speere Stein Klavier, Musiktheater für zwei Schauspieler, drei Sänger, Chor and Instrumentalensemble (2016)
- Streichquartett (2016)
- Places of Yaanga für Flöte, Saxophon, Synthesizer und Video (2017)
- Big Picture für Sopran, Sampler und Ensemble (2018)
- Dom für Cello und Elektronik (2019)

## Auszeichnungen
- 2004: Stipendienpreis der Darmstädter Ferienkurse
- 2006: Stipendium der Akademie der Künste, Berlin
- 2008: Hanns-Eisler-Preis
- 2008: Ring Award.off
- 2011: Stipendium Tokyo Wondersite
- 2012: Gargonza Arts Award
- 2012: Stipendium der UdK Graduiertenschule Berlin
- 2013: Stipendium Cité Internationale des Arts Paris
- 2017: Stipendium Villa Aurora Los Angeles[1]
- 2019: Auswahl für WERGO Portrait-CD, Edition Zeitgenössische Musik